# Kolonia Górna (Chronów-Kolonia)
Kolonia Górna – część wsi Chronów-Kolonia w Polsce położona w województwie mazowieckim, w powiecie szydłowieckim, w gminie Orońsko.
Kolonia Górna jest odrębnym sołectwem.
W latach 1975–1998 część wsi administracyjnie należała do województwa radomskiego.
Wierni Kościoła rzymskokatolickiego należą do parafii św. Jana Chrzciciela i św. Stanisława Kostki w Mniszku.